# Villiers-en-Plaine

Villiers-en-Plaine este o comună în departamentul Deux-Sèvres, Franța. În 2009 avea o populație de 1,640 de locuitori.